# 23
23 (XXIII) var ett normalår som började en fredag i den julianska kalendern.

## Händelser

### Juni
- Juni – Efter att 9 000 upprorsmän under kejsar Liu Xiu har belägrats i två månader besegrar de 450 000 av Wang Mangs män i slaget vid Kunyang, vilket leder till Wang Mangs fall och Handynastins återinsättande på den kinesiska tronen.

### Okänt datum
- Den grekiske geografen Strabon publicerar Geographia, ett verk som täcker den för romare och greker under kejsar Augustus kända världen, vilken är den enda sådan bok, som har överlevt till modern tid.
- Tiberius förlorar sin son Julius Caesar Drusus och verkar från den tiden ha tappat intresset för imperiet och bara ägnat sig åt nöjen.
- Aelius Sejanus börjar få stort inflytande på den romerska senaten och Tiberius efter Julius Caesar Drusus död.
- Gaius Asinius Pollio och Gaius Antistius Vetus blir konsuler i Rom.
- Kejsar Liu Xuan, ättling till den kungliga Handynastin och ledare för motståndarna mot Xindynastin, utropar sig själv till kinesisk kejsare efter Wang Mang.

## Födda
- Plinius den äldre, romersk vetenskapsman och skriftställare

## Avlidna
- 14 september – Julius Caesar Drusus, Drusus d.y., romersk tronföljare, son till kejsar Tiberius (förgiftad)
- 6 oktober – Wang Mang, usurpator till den handynastiska tronen och kejsare under Xindynastin
- Wang (Han Ping), kinesisk kejsarinna.